# Los misterios de Laura
Los misterios de Laura, ocasionalment anomenada Laura y sus misterios, és una sèrie de TVE, produïda per Ida y Vuelta (productora d'altres èxits com ara Motivos personales) i que s'emet per La 1 de TVE. Al principi la sèrie s'anava a titular “Madres y detectives”.
Va ser estrenada el dilluns 27 de juliol de 2009 amb bons registres d'audiència, i fou líder de la nit i guanyà en quasi dos punts CSI en el seu primer episodi.
La sèrie va tancar la seva primera temporada el 31 d'agost de 2009 amb una mitjana de 2.200.000 espectadors i un 16 % de share, cosa que va permetre la seva renovació per una segona temporada de 13 episodis, la gravació de la qual començarà en juny i durarà fins a Nadal. L'emissió de la segona temporada es preestrena el 20 d'abril de 2011 en rtve.es, i la seva estrena oficial fou el 25 d'abril en La 1. Més endavant, el gener del 2023, se'n va fer un telefilm titulat El misterio del asesino inesperado. Al final de l'any, el 13 de desembre del 2023, es va reprendre la sèrie amb dos capítols nous i es va canviar el títol a Laura y sus misterios.

## Argument
Los misterios de Laura continua la tradició de sèries com Se ha escrito un crimen o Colombo, així com recull elements de les novel·les de misteri d'Agatha Christie intercalats amb la vida personal i sentimental de la protagonista. La inspectora Laura Lebrel prefereix guiar-se “pel seu olfacte i intuïció” fent de la detectiu “un personatge entranyable i proper”.

## Personatges
- Laura Lebrel del Bosque (María Pujalte)
- Jacobo Salgado Sexto (Fernando Guillén Cuervo)
- Martín Maresca (Oriol Tarrasón)
- Vicente Cuevas (César Camino)
- Lidia Martínez (Laura Pamplona)
- Carlos Salgado Lebrel (Juan del Pozo)
- Javier Salgado Lebrel (Raúl del Pozo)
- Maribel del Bosque (Beatriz Carvajal)

### Antics
- Maite Villanueva (Eva Santolaria) (Temporada 1)
- Victoria Conde (Elena Irureta) (Temporada 1)

## Episodis i audiències
| Capítol           | Nom                                                  | Data d'emissió               | Audiència | Share | Ver |
| ----------------- | ---------------------------------------------------- | ---------------------------- | --------- | ----- | --- |
| PRIMERA TEMPORADA |                                                      |                              |           |       |     |
| 1 (1)             | El misterio de la habitación sellada                 | Dilluns 27 de juliol de 2009 | 2.679.000 | 18,6% |     |
| 2 (2)             | El misterio del vecindario perfecto                  | Dilluns 3 d'agost de 2009    | 2.189.000 | 16,3% |     |
| 3 (3)             | El misterio de la coartada perfecta                  | Dilluns 10 d'agost de 2009   | 2.278.000 | 17,3% |     |
| 4 (4)             | El misterio de la escena del crimen                  | Dilluns 17 d'agost de 2009   | 1.896.000 | 15,6% |     |
| 5 (5)             | El misterio del loro azul                            | Dilluns 24 d'agost de 2009   | 1.793.000 | 12,9% |     |
| 6 (6)             | El misterio del cadáver anunciado                    | Dilluns 31 d'agost de 2009   | 2.370.000 | 15,3% |     |
| SEGONA TEMPORADA  |                                                      |                              |           |       |     |
| 1 (7)             | El misterio del hombre que calló para siempre        | Dilluns 25 d'abril de 2011   | 2.817.000 | 14,0% |     |
| 2 (8)             | El misterio del club diógenes                        | Dilluns 2 de maig de 2011    | 2.483.000 | 12,1% |     |
| 3 (9)             | El misterio del hombre que nunca existió             | Dilluns 9 de maig de 2011    | 2.901.000 | 14,3% |     |
| 4 (10)            | El misterio del paciente insatisfecho                | Dilluns 16 de maig de 2011   | 2.906.000 | 14,7% |     |
| 5 (11)            | El misterio del hombre que no quería morir           | Dilluns 23 de maig de 2011   | 2.975.000 | 14,9% |     |
| 6 (12)            | El misterio de los ocho hombres sin piedad           | Dilluns 30 de maig de 2011   | 3.225.000 | 15,9% |     |
| 7 (13)            | El misterio del testigo aullador                     | Dilluns 6 de juny de 2011    | 3.654.000 | 17,6% |     |
| 8 (14)            | El misterio del truco imposible                      | Dilluns 13 de juny de 2011   | 2.485.000 | 16,9% |     |
| 9 (15)            | El misterio de la abadía del crimen                  | Dilluns 20 de juny de 2011   | 3.313.000 | 17,7% |     |
| 10 (16)           | El misterio del hombre sin pasado                    | Dilluns 27 de juny de 2011   | 3.175.000 | 18,1% |     |
| 11 (17)           | El misterio de la dama roja                          | Dilluns 4 de juliol de 2011  | 3.076.000 | 18,9% |     |
| 12 (18)           | El misterio de los diez desconocidos (Primera parte) | Dilluns 11 de juliol de 2011 | 3.188.000 | 20,0% |     |
| 13 (19)           | El misterio de los diez desconocidos (Segunda parte) | Dilluns 18 de juliol de 2011 | 3.388.000 | 20,8% |     |